# Atesta tripartita
Atesta tripartita là một loài bọ cánh cứng trong họ Cerambycidae.